# Sundals-Ryrs församling
Sundals-Ryrs församling var en församling i Dalslands kontrakt i Karlstads stift. Församlingen låg i Vänersborgs kommun i Västra Götalands län (Dalsland) och ingick i Brålanda pastorat. Församlingen uppgick 2024 i Brålandabygdens församling.

## Administrativ historik
Församlingen har medeltida ursprung. Före den 1 januari 1886 (ändring enligt beslut den 17 april 1885) var namnet Ryrs församling.
Församlingen var till 1962 annexförsamling i pastoratet Frändefors, Brålanda och Sundals-Ryr. Från 1962 var den annexförsamling i pastoratet Brålanda, Gestad och Sundals-Ryr.
Församlingen uppgick 2024 i Brålandabygdens församling.

## Kyrkor
- Sundals-Ryrs gamla kyrka
- Sundals-Ryrs kyrka